# Абдурахман-автобачи
Абдурахман-автобачи (кирг. Абдырахман аптабачи); в кокандских источниках — Абд ар-Рахман-бек афтабачи (перс. عبدالرحمن بیگ آفتابچی‎; 1844 — 1884) — государственный деятель, военачальник Кокандского ханства. Один из предводителелей восстания Пулат-хана, предводитель кыргызско-кыпчакских племён.

## Биография
Сын кокандского минбаши Мусулманкула, в 1845 году при активном участии которого четырнадцатилетний Худояр был провозглашён ханом. Несмотря на то, что в 1852 году по приказу Худояр-хана был убит его отец и жестоко истреблены его кыпчакские родственники в результате битвы в местности Былкылдама, Абдурахман остался служить при дворе. Начав с низшей ступени придворной должности автабачи, он выдержал все превратности судьбы и постепенно дошёл до главной военной должности мингбаши — тысячника.

### Мятеж
В 1870 году Абдурахман предпринимает попытки свержения Худояр-хана: направляет письмо биям кыргызского племени чапкылык из Лейлека о необходимости восстания. В итоге лейлекцы объявляют ханом одного из потомков кокандских ханов — Абдыкеримбека Садыкбек уулу из Ходжента. Худояр-хан беспощадно расправился с восставшими. Царские власти по его просьбе схватили возвратившегося в Ходжент Абдурахмана и передали Коканду. В 1873-1874 годы Абдурахман возглавил войска Худояр-хана, направленные на подавление восстания Пулатбека, Мамыр Мерген уулу, Абдылдабека и других кыргызских биев, и за это был удостоен звания парваначы. В июле 1875 года всё больше набирает силу борьба против Кокандского гнёта. В руки мятежников, возглавляемых Пулат-беком, переходят многие населённые пункты Ферганской долины. Абдурахман, а также Калназар и Сарымсак, направленные Худояр-ханом во главе 4000 сарбазов на подавление восставших Узгена, также переходят на их сторону. К ним присоединяются сын Худояр-хана, Насриддин-хан — бек Андижанского вилайета, Султанмурат — бек Маргеланского вилайета. В итоге 22 июля Худояр-хан покинул Коканд и укрылся под защитой царских властей. При активном участии Абдрахмана ханом был провозглашён Насриддин. Абдурахман и Насреддин пытались направить народный гнев в религиозное русло, призывали к священному газавату. Но когда народное восстание вспыхнуло с новой силой, Насреддин обратился за помощью к русским. В конце января 1876 года в местечке Индукыштак (в 8 верстах от Андижана) Абдурахман, 26 биев и беков с 500 солдатами сдались карательному отряду М.Д. Скобелева. Абдурахман был отправлен в Екатеринославль, где ежегодно получал по 3000 руб.

### Дальнейшая жизнь
Приказом от 1 января 1881 года русский царь присвоил ему чин полковника и освободил от полицейского контроля. 25 февраля 1881 года Абдурахман обращается к властям с просьбой о совершении хаджа в Мекку, однако умер 25 мая, не дождавшись ответа.

## Источник
- Национальная энциклопедия Узбекистана (узб.). — Ташкент, 2000—2005.
- Кокандская экспедиция 1875—76 гг. // Военная энциклопедия : [в 18 т.] / под ред. В. Ф. Новицкого … [и др.]. — СПб. ; [М.] : Тип. т-ва И. Д. Сытина, 1911—1915.